# Азкабан
Азкабан е затвор за магьосници е мястото, където провинилите се вещици и магьосници излежават присъдите си. Той е едно от най-страшните места в магическия свят на Хари Потър. Затворът се намира на самотен остров насред океана. За разлика от обикновените мъгълски затвори, Азкабан не е защитен само от стени. Той е охраняван и от странни и зловещи магически създания наречени диментори.
Дименторите са повикани от министерството на магията за охрана на Азкабан заради техните сили. Те изсмукват щастието от хората. Не само магьосниците могат да видят тези същества, а и – мъгълите.
Бягството от Азкабан е смятано за невъзможно, но въпреки това обвиненият за убийство Сириус Блек успява да се измъква от затвора през 1993. Това не е единственото бягство. Барти Крауч Младши с помощта на майка си и баща си успява да заблуди дименторите, като се разменя с майка си, която умира в затвора.
Има много магически провинения, за които магисъборът трябва да отсъжда по колко време е нужно да се стои в Азкабан, но са ни известни 3 магии чието използване води до доживотна присъда в Азкабан - Непростимите проклятия: Авада Кедавра, Круциатус (Круцио) и Империус.